# Lenomys meyeri
Lenomys meyeri é uma espécie de roedor da família Muridae. É a única espécie do género Lenomys.
Apenas pode ser encontrada na Indonésia.